# Европско првенство у атлетици за јуниоре 2011 — 1.500 метара за јуниоре
Такмичење у трчању на 1.500 метара у мушкој конкуренцији на 21. Европском првенству у атлетици за јуниоре 2011. у Талину Естонија одржано је 21. и 23. јула 2011. на Kadriorg Stadium-у.
Титулу освојену у Новом Саду 2009, није бранио Давид Бустос из Шпаније јер је прешао у млађе сениоре.

## Земље учеснице
Учествовало је 20 такмичара из 12 земаља.
1. Белгија (2)
2. Естонија (1)
3. Израел (1)
4. Италија (3)
5. Немачка (2)
6. Норвешка (2)
7. Португалија (1)
8. Србија (1)
9. Уједињено Краљевство (3)
10. Француска (1)
11. Холандија (1)
12. Шведска (2)

## Квалификациона норма
| Норма   |
| ------- |
| 3:50,00 |

## Освајачи медаља
|                                   |                               |                           |
| Адам Котон · Уједињено Краљевство | Томас Солберг Еиде · Норвешка | Александар Шваб · Немачка |

## Сатница
| Датум   | Време | Коло          |
| ------- | ----- | ------------- |
| 21. јул | 17:40 | Квалификације |
| 23. јул | 18:25 | Финале        |

## Рекорди
| Рекорди пре почетка Европског првенства 2011. | Рекорди пре почетка Европског првенства 2011. | Рекорди пре почетка Европског првенства 2011. | Рекорди пре почетка Европског првенства 2011. | Рекорди пре почетка Европског првенства 2011. | Рекорди пре почетка Европског првенства 2011. |
| Рекорди                                       | Атлетичар                                     | Земља                                         | Време                                         | Место                                         | Датум                                         |
| --------------------------------------------- | --------------------------------------------- | --------------------------------------------- | --------------------------------------------- | --------------------------------------------- | --------------------------------------------- |
| Европски рекорд У-20                          | Рејес Естевез                                 | Швајцарска                                    | 3:35,51                                       | Цирих, Швајцарска                             | 16. август 1995.                              |
| Рекорди европских првенстава У-20             | Грахам Вилијамсон                             | Велика Британија                              | 3:38,96                                       | Бидгошћ, Пољска                               | 16. август 1979.                              |
| Најбољи европски резултат сезоне У-20         | Томас Солберг Еиде                            | Норвешка                                      | 3:40,22                                       | Sollentuna, Шведска                           | 28. јун 2011.                                 |

## Резултати

### Квалификације
Квалификације су одржане 21. јула. Такмичари су били подељени у 2 групе. У финале су се пласирала прва 4 из сваке групе (КВ) и 4 на основу резултата (кв).
Почетак такмичења: група 1 у 17:40, група 2 у 17:50.
| Место | Групе | Атлетичар                | Земља                | ЛР      | ЛРС     | Резултат | Белешка |
| ----- | ----- | ------------------------ | -------------------- | ------- | ------- | -------- | ------- |
| 1.    | 2     | Адам Котон               | Уједињено Краљевство | 3:41,33 | 3:41,33 | 3:50,80  | КВ      |
| 2.    | 1     | Томас Солберг Еиде       | Норвешка             | 3:40,22 | 3:40,22 | 3:50,88  | КВ      |
| 3.    | 2     | Емануел Ролим            | Португалија          | 3:44,91 | 3:44,91 | 3:50,93  | КВ      |
| 4.    | 1     | Мохад Абдикадар Шејк Али | Италија              | 3:44,09 | 3:44,09 | 3:51,05  | КВ      |
| 5.    | 2     | Гетахон Јемар            | Израел               | 3:51,18 | 3:51,18 | 3:51,29  | КВ      |
| 6.    | 1     | Марсел Фер               | Немачка              | 3:44,06 | 3:44,06 | 3:51,34  | КВ      |
| 7.    | 1     | Питер-Јан Ханес          | Белгија              | 3:45,85 | 3:45,85 | 3:51,57  | КВ      |
| 8.    | 2     | Тарик Моукриме           | Белгија              | 3:45,22 | 3:46,63 | 3:51,62  | КВ      |
| 9.    | 2     | Чарли Грајс              | Уједињено Краљевство | 3:42,86 | 3:42,86 | 3:51,75  | кв      |
| 10.   | 2     | Александар Шваб          | Немачка              | 3:46,31 | 3:46,31 | 3:51,97  | КВ      |
| 11.   | 1     | Ваутер Плугер            | Холандија            | 3:46,63 | 3:46,63 | 3:52,19  | кв      |
| 12.   | 1     | Камерон Бојек            | Уједињено Краљевство | 3:47,46 | 3:47,46 | 3:52,53  | кв      |
| 13.   | 2     | Фердинанд Кван Едман     | Норвешка             | 3:47,79 | 3:47,79 | 3:53,13  |         |
| 14.   | 1     | Елмар Енголм             | Шведска              |         | 3:48,03 | 3:54,02  |         |
| 15.   | 1     | Фарес Фарси              | Француска            | 3:48,46 | 3:48,46 | 3:56,83  |         |
| 16.   | 2     | Стефано Масими           | Италија              | 3:47,99 | 3:47,99 | 3:56,85  |         |
| 17.   | 1     | Миха Амброжич            | Италија              | 3:54,85 | 3:55,93 | 3:57,74  |         |
| 18.   | 1     | Тави Крут                | Естонија             | 3:57,59 | 3:57,59 | 3:59,11  |         |
| 19.   | 2     | Маркус Халбаук           | Шведска              | 3:46,97 | 3:46,97 | 3:59,11  |         |
|       | 2     | Ненад Радановић          | Србија               | 3:49,33 | 3:53,3  | НЗ       |         |

### Финале
Финале је одржано 23. јула 2011. године.
Почетак такмичења: у 18:25.
| Место | Атлетичар                | Земља                | Резултат | Белешка |
| ----- | ------------------------ | -------------------- | -------- | ------- |
|       | Адам Котон               | Уједињено Краљевство | 3:43,98  |         |
|       | Томас Солберг Еиде       | Норвешка             | 3:44,70  |         |
|       | Александар Шваб          | Немачка              | 3:44,82  | ЛР      |
| 4.    | Марсел Фер               | Немачка              | 3:46,73  |         |
| 5.    | Емануел Ролим            | Португалија          | 3:47,79  |         |
| 6.    | Тарик Моукриме           | Белгија              | 3:48,10  |         |
| 7.    | Гетахон Јемар            | Израел               | 3:48,14  | ЛР      |
| 8.    | Мохад Абдикадар Шејк Али | Италија              | 3:49,32  |         |
| 9.    | Камерон Бојек            | Уједињено Краљевство | 3:50,13  |         |
| 10.   | Чарли Грајс              | Уједињено Краљевство | 3:51,93  |         |
| 11.   | Питер-Јан Ханес          | Белгија              | 3:52,53  |         |
| 12.   | Ваутер Плугер            | Холандија            | 4:17,51  |         |